# عودة الحياة (فلم)
عودة الحياة فيلم دراما مصري من إخراج وقصة وسيناريو زهير بكير  لعام 1959، وكتب الحوار عدلي نور. الفيلم من بطولة أحمد رمزي ومها صبري ومحمود المليجي، ويروي الفيلم قصة أسرة تعيش في هدوء إلى أن تطلب الزوجة من زوجها البحث عن مصدر إضافي للزرق فيتجه للمخدرات، وتنقلب حياة الأسرة رأسًا على عقب.
صدر الفيلم إلى دور العرض المصرية في 24 أغسطس 1959.
منح موقع قاعدة بيانات الأفلام العربية «السينما.كوم» الفيلم درجة 6.6/ 10.
منح موقع قاعدة بيانات الأفلام على الأنترنت (IMDB) الفيلم درجة 7.3/ 10.

## أحداث الفيلم
يعيش حسين عبد الفتاح (محمود المليجي) الموظف البسيط راضياً مع زوجته تحية (سميحة أيوب) وأبناؤه أمين وسمسمة. تثور تحية على حياة الفقر، وتنظر لغيرها وتطالب زوجها بما لا يستطيع. يتقابل حسين مع زميله السابق عزت (خليل بدرالدين) الذي سبق فصله من العمل، وقد تحسنت أحواله، ويعرض عليه العمل معه، ويوافق وتتحسن حالته وترضى عنه زوجته. تنتقل الأسرة لبيت كبير، ولكن يتضح أن عزت يتاجر في المخدرات. تهاجم الشرطة حسين ويقتل شرطي أثناء الهجوم. يحكم على حسين بالسجن المؤبد وتتم مصادرة أمواله. تنتقل تحية إلى غرفة صغيرة فوق سطح مبنى في شارع العوالم. تعاونها جارتها العالمة إحسان دقدق (زينات صدقي). يمرض ابنها أمين وينقل إلى المستشفى، وتصاب تحية بإنهيار عصبي ويتم إيداعها مستشفى الأمراض العقلية، بينما تتبنى إحسان الطفلة سمسمة. يشفى أمين ويصطحبه الشاويش مصطفى (عبد الغني قمر) إلى بيت العالمة التي ترفض استلامه، فيتولاه الشاويش لتربيه زوجته العاقر فاطمه (وفاء شريف) وأسمته ظريف. يشب ظريف (يوسف فخرالدين) وأيضاً سمسمة (مها صبري) وتعمل في الأفراح مع العالمة إحسان وابنتها زينب (إغراء)، وأصبح ظريف ملحن الفرقة، وقد أحب سمسمة وطلبها للزواج وهو لايعلم أنها شقيقته. يعود درويش (محمد رضا) عم تحية من البرازيل بعد أن تحسنت أحواله وأصبح من الأثرياء، ويبحث عن تحية وأولادها. يتعرف على المحامي رشيد (محمد الديب) ويكلفه بالبحث عن تحية وأولادها، ويسافر إلى البرازيل بعد أن أودع بالبنك مبلغ 100 ألف جنيه لصالح تحية وأولادها. يكلف الرشيدي المحامي بمكتبه أحمد عبد العزيز (أحمد رمزي) بالبحث عن تحية وأولادها. يكتشف أحمد أن تحية في مستشفى الأمراض العقلية، وقد شفيت ولكنها فقدت الذاكرة. يقوم أحمد باستئجار بيت لها، كما يتوصل لإحسان العالمة التي أنكرت معرفتها بمكان سمسمة خوفا من فقدها بعد أن أصبحت مطربة فرقتها، ولكن يحدث أعجاب بين أحمد وسمسمة مما يثير حقد ظريف، ويتعاون مع إحسان للتخلص من أحمد. تعيش تحية في وهم حبها لأحمد، وتغار عليه من سمسمة، وتتهمها بالسرقة. يخرج حسين من السجن ويبحث عن زوجته تحية حتى يعثر عليها، ويعرف أن أمين هو نفسه ظريف، وبعد تهديد إحسان تعترف بأن سمسمة هي ابنتها المتبناة، وهي أيضاً ابنة تحية. تصاب تحية في حادثة وتسترد ذاكرتها، ويتزوج أحمد من المطربة سمسمة، ويجتمع شمل الاسرة مرة أخرى.

## طاقم التمثيل
| - أحمد رمزي: في دور أحمد عبد العزيز (المحامي) - مها صبري: في دور سمسمة (ابنة حسين) - يوسف فخر الدين: في دور أمين (شقيق سمسمة) أو ظريف - محمود المليجي: في دور حسين عبد الفتاح - زينات صدقي: في دور إحسان دقدق (العالمة) | - سميحة أيوب: في دور تحية (زوجة حسين) - محمد رضا: في دور درويش (عم تحية القادم من البرازيل) - عبد الغني قمر: في دور الشاويش مصطفى - محمد الديب: في دور رشيد المحامي - بدر نوفل: في دور الطبيب | - خليل بدر الدين: في دور عزت - وفاء شريف: في دور فاطمة - كوثر رمزي: في دور إنصاف - إغراء: في دور زينب - فرحات عمر: في دور شديد |

بالاشتراك مع: ليلى حمدي – محمد يوسف – عبد الحميد بدوي – أحمد بالي - سامية محسن – عزت عبد الجواد - فؤاد راتب – حسين عبد الغني – مطاوع عويس – إسماعيل كامل – فايزة عبده – وفاء حلمي – سلوى رشدي – عبد الحليم النحال – زكي عزب – محمود عشماوي – أحمد عبد الفتاح - محمود عبد العزيز - عثمان المنياوي (مطرب)

## أغاني الفيلم
الغناء: مها صبري
أبو دم خفيف: لحن حسين جنيد – كلمات محمد حلاوة 
أيوه ده هو ده: لحن رؤوف ذهني – كلمات محمد علي أحمد 
أحلى أماني الفرح: لحن عبد العظيم محمد -  كلمات محمد البحطيطي

## روابط خارجية
- مقالات تستعمل روابط فنية بلا صلة مع ويكي بيانات
- عودة الحياة على موقع كاروهات نسخة محفوظة 14 سبتمبر 2021 على موقع واي باك مشين.
- أحمد رمزي وشقة الطلبة بقلم:وجيه ندى على موقع صوت الوطن
- مها صبري وأديني عقلك بقلم:وجيه ندى على موقع صوت الوطن
- أغنية أيوه ده هو ده لمها صبرى من كلمات محمد على أحمد ولحن رؤوف ذهنى ( من فيلم عودة الحياة )
- عودة الحياة على موقع دهليز